# Жиро, Николя (мэр Нового Орлеана)
Николя Жиро (фр. Nicolas Girod, англ. Nicholas Girod; 1751—1840) — мэр Нового Орлеана в 1812—1815 годах.

## Биография
Родился 21 апреля 1751 года в коммуне Клюзе области Савойя, входившей в то время в состав королевства Сардиния.
В американский штат Луизиана переехал в конце 1770-х годов вместе со своими родственниками: братьями Клодом (1752—1813) и Жаном (1773—1850), а также шурином Андре Кетаном. Стал процветающим бизнесменом как комиссионер и владелец обширной собственности в Новом Орлеане, особенно в американском квартале города. Англо-американская война сильно ограничила его возможности, и Николя Жиро вышел на пенсию 4 сентября 1815 года.
До этого он дважды был мэром Нового Орлеана. Участвовал в битве за Новый Орлеан.
Жиро перестроил на улице Chartres Street дом, унаследованный им от родственников. Он собирался предоставить его Наполеону Бонапарту, будучи одним из участников и спонсоров плана-заговора по спасению Наполеона из его ссылки на острове Святой Елены. Но смерть Наполеона сорвала этот план. В настоящее время это здание называется «Дом Наполеона», и в нём расположен ресторан Napoleon House; является национальным историческим памятником США.
Умер 1 сентября 1840 года в Новом Орлеане. Был похоронен на городском кладбище Сент-Луис. Николя Жиро никогда не был женат и не имел детей.
В конце жизни Николя Жиро занимался благотворительностью, в частности пожертвовал 100 000 долларов США на строительство объекта для размещения и ухода за французскими сиротами Луизианы и 30 000 долларов для строительства Charity Hospital в Новом Орлеане.
Его именем названы улицы в Новом Орлеане и Мандевиле.